# Trey Lyles

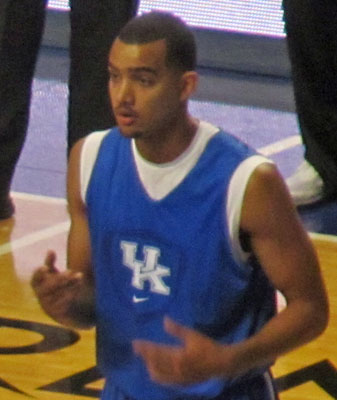
Trey Lyles, 2014.

Trey Anthony Lyles, född 5 november 1995 i Saskatoon, Saskatchewan i Kanada, är en kanadensisk-amerikansk professionell basketspelare (PF/C) som spelar för Sacramento Kings i National Basketball Association (NBA). Han har tidigare spelat för Utah Jazz, Denver Nuggets, San Antonio Spurs och Detroit Pistons.
Lyles draftades av Utah Jazz i första rundan i 2015 års draft som tolfte spelare totalt.
Innan han blev proffs studerade Lyles på University of Kentucky och spelade för deras idrottsförening Kentucky Wildcats.